# Beothuk
Beothuk var en indfødt stamme, der boede på Newfoundland-øen. Newfoundland var et af de første steder i Amerika, hvor bl.a. franske, engelske og skotske fiskere ankrede op på deres fisketogter til den nye verden. Beothukerne var også de første indianere, der blev kaldt "rødhuder".
Franskmændene udsatte derudover en dusør på Beothuk-skalpe og forsynede en anden stamme fra det nærliggende Nova Scotia, Micmacerne, med geværer, hvilket yderligere reducerede antallet af Beothuker, der også blev jaget af de hvide, ofte blot for sportens skyld. I midten af det 18. århundrede var der kun få Beothuker tilbage, og endelig i 1829 døde den sidste, Nancy Shawanahdit, en begivenhed, der minder meget om dengang den sidste indfødte tasmaner, Truganini, døde i 1876. Som følge heraf har man i dag kun meget sparsomme oplysninger om Beothuk-stammen.